# Лотаковское сельское поселение
Лотако́вское сельское поселение — муниципальное образование в северной части Красногорского района Брянской области. Административный центр — село Лотаки.
Образовано в результате проведения муниципальной реформы в 2005 году, путём слияния дореформенных Лотаковского, Кибирщинского и Морозовского сельсоветов.

## Население
| 2010 | 2011  | 2012 | 2013 | 2014 | 2015 | 2016 |
| ---- | ----- | ---- | ---- | ---- | ---- | ---- |
| 1009 | ↘1000 | ↘958 | ↘909 | ↘894 | ↘852 | ↘829 |
| 2017 | 2018  | 2019 | 2020 | 2021 |      |      |
| ↘797 | ↘778  | ↘743 | ↘705 | ↘491 |      |      |

## Населённые пункты
| №  | Населённый пункт | Тип     | Население |
| -- | ---------------- | ------- | --------- |
| 1  | Лотаки           | село    | ↘326      |
| 2  | Ермоленка        | деревня | ↘0        |
| 3  | Заречье          | посёлок | →10       |
| 4  | Ивановка         | деревня | ↘13       |
| 5  | Кибирщина        | деревня | ↘136      |
| 6  | Комары           | посёлок | →1        |
| 7  | Ларневск         | деревня | ↘331      |
| 8  | Морозовка        | деревня | ↘83       |
| 9  | Никольск         | посёлок | ↘3        |
| 10 | Тисленки         | посёлок | ↘5        |
| 11 | Чиграй           | деревня | ↘1        |

## Катастрофа на Чернобыльской АЭС
В результате аварии на Чернобыльской АЭС 26 апреля 1986 года территория западной части района была загрязнена долгоживущими радионуклидами: плутонием, америцием, строением, цезием.
Согласно постановлению Правительства РФ:
II. Зона отселения
- Лотаковское сельское поселение — дер. Чиграй (Чиграи)